# Turning Onto You
«Turning Onto You» es una canción interpretada por el dúo sueco de música folk First Aid Kit. La canción fue publicada el 30 de septiembre de 2022 como el tercer sencillo de su quinto álbum de estudio Palomino.

## Antecedentes y lanzamiento
El 8 de agosto de 2022, First Aid Kit anunció su quinto álbum de estudio, Palomino, cuyo lanzamiento estaba previsto para el 4 de noviembre de 2022 a través de Columbia Records. «Turning Onto You» fue publicado el 30 de septiembre de 2022 como el tercer sencillo del álbum. 

## Composición y arreglos
Musicalmente, «Turning Onto You» es una canción de americana, folk, folk rock, y country. La canción se inspiró en «Knockin' on Heaven's Door» de Bob Dylan. Jefferson Varner IV de mxdwn Music la comparó con «Tin Man» de America. Stephan Boissonneault manifestó que, “con su slide guitar saltadora y su estructura simple de shords que chocan, [la canción] suena como si Joan Baez estuviera respaldada por Neil Young”.
La canción comienza con las “envolventes armonías” del dúo, que aquí son solo un breve calentamiento antes de la producción y sus voces “se vuelven aún más poderosas”. En Clash, Robin Murray declaró: “Elevados por esa hermosa sección de metales, los elementos de la música americana pivotan contra un ritmo furtivo liderado por los bajos”. Nina Smith de The Michigan Daily encontró que “sus maravillosos riffs de guitarra eléctrica y su percusión relajada suenan más como Neil Young que cualquier cosa que First Aid Kit haya hecho antes”. Cait Stoddard declaró que las voces de Klara y Johanna “complementan la instrumentación porque sus estilos vocales siguen siendo igual de delicados y nítidos a lo largo de toda la composición”.

## Video musical
Un videoclip, dirigido por Mats Udd, fue publicado el 6 de octubre de 2022 en el canal de YouTube de la banda. El video se centra en Klara y Johanna mientras lideran una épica jam session ambientada en una sala de estilo retro de los años 1970.

## Recepción de la crítica
Piper Westrom de Riff Magazine lo describió como un “tema folk fuerte”, escribiendo: “Las armonías en capas sin esfuerzo acompañan a las guitarras de acero, la percusión constante y los bajos profundos para una base sólida. La construcción sónica es lo suficientemente simple como para sentirse reconfortante en lugar de abrumador, como lo es enamorarse, según la letra”. En The Musical Divide,  Zackary Kephart lo catalogó como su canción menos favorita del álbum. Stephan Boissonneault de Northern Transmissions lo describió como “simple y repetitivo”. En Clash, Grace Dodd comentó que la canción “no inspira particularmente y se sienten un poco subproducida”.

## Créditos y personal
Créditos adaptados desde las notas de álbum.
Músicos
- Johanna Söderberg – voces
- Klara Söderberg – voces, guitarra acústica
- Daniel Bengtson – arpa láser, arreglos de corno francés, slide guitar, piano eléctrico Wurlitzer, percusión
- Goran Kajfes – arreglos de corno francés, trompeta
- Per “Ruskträsk” Johansson – arreglos de corno francés, saxofón tenor y barítono
- Kyle Jeffrey Crane – conga
- Moussa Fadera – batería, percusión

Personal técnico
- Daniel Bengtson – producción, grabación, mezclas
- Simon Nordberg – mezclas
- Eric Boulanger – masterización